# Jarosław Szczepański (związkowiec)
Jarosław Alojzy Szczepański (ur. 14 maja 1952 w Gdańsku, zm. 20 kwietnia 2024 w Rzeszowie) – polski dziennikarz i urzędnik, członek opozycji antykomunistycznej w latach PRL, działacz związków zawodowych na Podkarpaciu.

## Życiorys
Absolwent Wydziału Filozofii Chrześcijańskiej Katolickiego Uniwersytetu Lubelskiego (1979). Podczas studiów, w latach 1971–1972 był związany z organizacją młodzieżową „Ruch Jezusowy/Ruch Wolnych Ludzi” działającą w Gdańsku. Po zakończeniu kształcenia pracował jako dziennikarz „Słowa Powszechnego”, najpierw w Gdańsku, a następnie w Rzeszowie.
Od września 1980 roku był członkiem NSZZ „Solidarność”. W latach 1980–1981 pełnił funkcję przewodniczącego Komisji Zakładowej NSZZ „Solidarność” Oddziału Stowarzyszenia „Pax” w Rzeszowie, członka Zarządu Regionu oraz członka Prezydium Zarządu Regionu NSZZ „Solidarność” w Rzeszowie. Był również delegatem na I Wojewódzki Zjazd Delegatów Regionu Rzeszowskiego oraz I Krajowy Zjazd Delegatów. Redagował pismo redaktor „Solidarność Związkowa. Biuletynu Informacyjnego NSZZ „Solidarność”. Od stycznia do lutego 1981 roku brał udział w strajku okupacyjnym w byłej siedzibie Wojewódzkiej Rady Związków Zawodowych w Rzeszowie, będąc rzecznikiem prasowy komitetu strajkowego oraz redaktorem biuletynu strajkowego „Trwamy”.
Po ogłoszeniu stanu wojennego był dwukrotnie internowany w Ośrodkach Odosobnienia w Załężu (od grudnia 1981 do lutego 1982) oraz Uhercach (sierpień-wrzesień 1982). Po zwolnieniu nie mógł znaleźć zatrudnienia, wskutek czego w latach 1982–1989 wykonywał prace dorywcze. Nadal angażował się w działalność związkową. Współredagował biuletyny współredaktor biuletynu „Solidarność Trwa” (1982) oraz „Trwamy” (1984–1985), współorganizował obchody rocznic porozumień rzeszowsko-ustrzyckich (1983-1989) oraz był organizatorem i prelegentem wykładów i pokazów filmowych w ośrodkach kultury chrześcijańskiej i duszpasterstwach Rzeszowszczyzny. Współtworzył także niezależne filmy dokumentalne, m.in. z II pielgrzymki Jana Pawła II do Polski (1987) oraz wywiadu z Adamem Bieniem, Delegatem Rządu RP na Kraj (1986)
W 1972 roku był inwigilowany i rozpracowywany przez Komedę Wojewódzką Milicji Obywatelskiej w Gdańsku, a w latach 1980–1990 – przez Wojewódzki Urząd Spraw Wewnętrznych w Rzeszowie. Objęto go m.in. zakazem wyjazdów zagranicznych.
W 1989 był członkiem Komitetu Obywatelskiego „Solidarność” w Rzeszowie. Powrócił do pracy dziennikarskiej. Współzakładał „Dziennik Obywatelski A-Z”, którego następnie był redaktorem naczelnym (1990-1991). W 1992 roku był zatrudniony w Gabinecie Ministra Spraw Wewnętrznych jako główny specjalista. Następnie, w latach 1992–2005 był dziennikarzem prasy rzeszowskiej, w tym m.in. redaktorem naczelnym „Gazety Codziennej Nowiny” (2000-2001). W okresie od 2006 do 2009 był zastępcą dyrektora Oddziału Telewizji Polskiej w Rzeszowie. Następnie współpracował z redakcją dwumiesięcznika „VIP Biznes & Styl” (od 2009), a w latach 2011–2012 był zatrudniony na stanowisku doradcy w Starostwie Powiatowym w Leżajsku. W 2012 roku przeszedł na rentę.
W 2015 roku odznaczono go Krzyżem Wolności i Solidarności.